# 미국 중서부

미국 중서부

미국 중서부(美國 中西部, 영어: Midwestern United States, Midwest, American Midwest)는 미국의 북쪽에 있는 지역이다. 네브래스카주, 노스다코타주, 미네소타주, 미시간주, 미주리주, 사우스다코타주, 아이오와주, 오하이오주, 위스콘신주, 인디애나주, 일리노이주, 캔자스주로 이루어져 있으나 경우에 따라 다를 수도 있다.
경제적으로 중공업과 농업이 발달해 있다. 지역의 상당 부분이 미국의 주요 곡창지대 중 하나인 콘 벨트를 이루는 한편 금융과 서비스업도 지역 경제의 중요한 부분을 차지한다. 정치적으로 우위 정당이 계속해서 바뀌는 스윙보트 지역으로 평가받는다. 여러 학자들은 중서부 도시들을 미국의 "전형적인 지역"으로 평가해 왔다.